# Centro de Relaciones Internacionales
El Centro de Relaciones Internacionales es una dependencia de la Facultad de Ciencias Políticas y Sociales de la UNAM dedicada a la enseñanza e investigación de las relaciones internacionales.
La UNAM fue la primera institución de educación superior en el país a partir de la cual se crearon estudios profesionales dedicados a las relaciones internacionales. En 1957, con la creación de la Escuela Nacional de Ciencias Políticas y Sociales, se implementó la Licenciatura en Ciencias Diplomáticas, que proponía la formación de cuadros dedicados a la actividad diplomática, formados en conocimientos de Derecho, Historia y Ciencia Política.
En 1967 inicia un intenso debate sobre los alcances de los planes de estudio vigentes hasta entonces, esto implicó la reforma del plan de estudios de aquella licenciatura, dando paso a la creación de la Licenciatura en Relaciones Internacionales. Con la creación de esa licenciatura, se conforma el Centro de Relaciones Internacionales en 1970, dedicado a la enseñanza e investigación de las Relaciones Internacionales.
Actualmente, el Centro trabaja en seis áreas distintas sobre las relaciones internacionales:
- Teoría y Metodología de las Relaciones Internacionales
- Política Internacional
- Economía Internacional
- Derecho Internacional
- Política Exterior de México
- Estudios Regionales

Enfocando su labor en una enseñanza integral, en la cual los mismos alumnos, además de la enseñanza en las aulas, conozcan y analicen los fenómenos internacionales. Manifestándose estas inquietudes en el Congreso Anual de la Asociación Mexicana de Estudios Internacionales y recientemente en la creación de la Asociación de Alumnos de Relaciones Internacionales.

## Lista de Coordinadores del Centro
- Modesto Seara Vázquez (1970-1973)
- Edmundo Hernández-Vela (1973-1975)
- Graciela Arroyo Pichardo) (1975-1981)
- Leopoldo González Aguayo) (1981-1983)
- Manuel Millor Mauri) (1983-1987)
- Pedro González Olvera) (1987-1989)
- Ileana Cid Capetillo) (1989-1994)
- Rosa Isabel Gaytán) (1994-1996)
- Consuelo Dávila (1996-2000)
- Roberto Peña Guerrero (2000-2005)
- Juan Palma Vargas (2005–2007)
- Consuelo Dávila (2007-2008)
- Ignacio Martínez Cortés (2008-2010)
- Javier Zarco Ledesma (2010-2016).
- Alfonso Sánchez Múgica(2016-2018).
- Sandra Kanety Zavaleta Hernández(2018-2020)
- Fausto Quintana Solórzano (2021)

## Doctores/ Maestros Destacados

### María Cristina Rosas González[2]
- Doctora en Estudios Latinoamericanos, UNAM.
- Maestra de Estudios de Paz y Resolución de Conflictos por la Universidad de Uppsala, Suecia.
- Licenciada, Maestra y Doctora en Relaciones Internacionales, UNAM.

### Líneas de investigación
- Seguridad Internacional
- Regionalismo
- Negociaciones comerciales internacionales
- Desarme, solución de conflictos, estudios para la paz

### Publicaciones recientes
- Columnista en las revistas : Siempre!, Etcétera y Negocios de Proméxico
- Libros: "Los Simpson: sátira,cultura popular y poder suave";

## Formas de Titulación
La licenciatura, a pesar de estar en platicas de involucrar otras formas de titulación. Las tres formas de titulación vigentes son:
a) Tesis, lineamientos Generales.
b) Tesina, lineamientos Generales
c) Informe de práctica profesional, lineamientos Generales

### Lineamientos generales
a) Cien por ciento de créditos
b) Acreditación de posesión de inglés o francés y comprensión de lectura de cualquier idioma que sea impartido por el CELE
c) Carta de terminación de Servicio Social
d) Elaboración y registro de proyecto de investigación
e) Contar con un director para desarrollar la investigación.